# Grand Prix ISU juniores in Slovenia
Il Grand Prix ISU juniores in Slovenia è una competizione internazionale di pattinaggio di figura. Si tiene in autunno e fa parte del circuito Grand Prix ISU juniores di pattinaggio di figura. Le medaglie sono assegnate nelle discipline del singolo maschile, singolo femminile, coppie e danza su ghiaccio.

## Vincitori

### Singolo maschile
| Anno        | Luogo   | Oro                | Argento          | Bronzo               |
| 1999        | Bled    | Stefan Lindemann   | Ben Miller       | Denis Balandin       |
| 2001 Finale | Bled    | Stanislav Timčenko | Ma Xiaodong      | Kevin van der Perren |
| 2003        | Bled    | Christopher Mabee  | Dennis Phan      | Shawn Sawyer         |
| 2012        | Bled    | Joshua Farris      | Jin Boyang       | Aleksandr Samarin    |
| 2014        | Lubiana | Jin Boyang         | Aleksandr Petrov | Dmitrij Aliev        |
| 2016        | Lubiana | Alexei Krasnozhon  | Il'ja Skirda     | Kazuki Tomono        |
| 2024        | Lubiana | Jacob Sanchez      | Adam Hagara      | Genrikh Gartung      |

### Singolo femminile
| Anno        | Luogo   | Oro                      | Argento           | Bronzo              |
| 1999        | Bled    | Irina Tkačuk             | Tamara Dorofejev  | Halina Manjačenko   |
| 2001 Finale | Bled    | Miki Andō                | Ljudmila Nelidina | Akiko Suzuki        |
| 2003        | Bled    | Kimmie Meissner          | Lina Johansson    | Viktória Pavuk      |
| 2012        | Bled    | Kim Hae-Jin              | Barbie Long       | Evgenija Gerasimova |
| 2014        | Lubiana | Serafima Sachanovič      | Yuka Nagai        | Leah Keiser         |
| 2016        | Lubiana | Rika Kihira              | Marin Honda       | Alina Zagitova      |
| 2024        | Lubiana | Sophie Joline von Felten | Shin Ji-a         | Mei Okada           |

### Coppie
| Anno        | Luogo | Oro                               | Argento                              | Bronzo                                    |
| 1999        | Bled  | Julija Šapiro / Aleksej Sokolov   | Aliona Savchenko / Stanislav Morozov | Viktorija Šljachova / Grigorij Petrovskij |
| 2001 Finale | Bled  | Zhang Dan / Zhang Hao             | Julija Karbovskaja / Sergej Slavnov  | Ding Yang / Ren Zhongfei                  |
| 2003        | Bled  | Tat'jana Kokoreva / Egor Golovkin | Natal'ja Šestakova / Pavel Lebedev   | Terra Findlay / John Mattatal             |

### Danza su ghiaccio
| Anno        | Luogo   | Oro                                 | Argento                               | Bronzo                                |
| 1999        | Bled    | Elena Chaljavina / Maksim Šabalin   | Caroline Truong / Sylvain Longchambon | Flavia Ottaviani / Massimo Scali      |
| 2001 Finale | Bled    | Elena Chaljavina / Maksim Šabalin   | Elena Romanovskaja / Aleksandr Gračëv | Miriam Steinel / Vladimir Tsvetkov    |
| 2003        | Bled    | Nóra Hoffmann / Attila Elek         | Ekaterina Rublëva / Ivan Šefer        | Anna Cappellini / Matteo Zanni        |
| 2012        | Bled    | Alexandra Aldridge / Daniel Eaton   | Anna Janovskaja / Sergej Mozgov       | Andréanne Poulin / Marc-André Servant |
| 2014        | Lubiana | Dar'ja Morozova / Michail Žirnov    | Brianna Delmaestro / Timothy Lum      | Holly Moore / Daniel Klaber           |
| 2016        | Lubiana | Lorraine McNamara / Quinn Carpenter | Sof'ja Poliščuk / Aleksandr Vachnov   | Anastasija Skopcova / Kirill Alëšin   |
| 2024        | Lubiana | Iryna Pidgaina / Artem Koval        | Celina Fradj / Jean-Hans Fourneaux    | Caroline Mullen / Brendan Mullen      |